# Izabella Zielińska
Izabella Jadwiga Zielińska (nascida Ostaszewska; 10 de dezembro de 1910 - 20 de novembro de 2017) foi uma pianista e pedagoga polonesa com uma das maiores biografias artísticas da Polônia, começando em 1935.

## Biofrafia
Zielińska nasceu em Klimkówka, Subcarpácia e frequentou a escola primária em Sanok e no Lyceum do Convento de Ursulinas, em Lvov, formando-se em 1929. Teve aulas de piano de Klaudia Rylska. Em 1930, ela foi para a Bélgica para continuar sua educação no Instituto Ursulines da Wavre-Notre-Dame, onde estudou francês e música.
Em 1931, passou o exame de música com uma medalha de ouro perante o painel do Conservatório Real de Antuérpia e do Conservatório Real de Bruxelas. Ela voltou para Lvov para mais estudo de piano com o professor Bronisław Poźniak e seguiu-o quando se mudou para a cidade de Breslau. A partir de 1935, ela se apresentou em público sob o nome de Iza Ostoia. Seus concertos incluíram composições de Johann Sebastian Bach, Ludwig van Beethoven, Frédéric Chopin, Karol Szymanowski, Ignacy Jan Paderewski. Tendo completado seus estudos com Poźniak em Breslau no verão de 1939, ela voltou para casa em Klimklówka em Polônia, apenas algumas semanas antes da invasão alemã da Polônia e o início da Guerra em 1939.
Em 1942, ela se casou com Bogdan Zieliński e se mudou para Kościan, nos territórios poloneses incorporados diretamente à Alemanha Nazista, em 1939. Ali os nazistas aplicaram uma repressão a toda a cultura polonesa. Zielińska foi proibido de buscar música e foi forçado a trabalhar fisicamente. Apesar de sua proibição, ela conseguiu ensinar algo de música em segredo. Após a Guerra, ela retomou sua carreira de concerto dando recitais de piano e continuou como professora de piano. Com cinco filhos a surgir, no entanto, sua carreira em concertos efetivamente teve que tomar um banco de trás. Ela se concentrou em seus ensinamentos, em que ela se envolveu cada vez mais. Ela é descendente do compositor polonês Michał Kleofas Ogiński e sogra da compositora contemporânea Lidia Zielińska. Em 2016, ela comemorou seu aniversário de 106 anos.
Jerzy Pajączkowski-Dydyński (1894-2005), o homem vivo mais velho do Reino Unido no momento da sua morte aos 111 anos, era seu parente próximo: suas mães eram primas.

## Prêmios
- Cruz do Mérito
- Medalha pelo mérito para a cultura – Gloria Artis